# Sportpark De Roggewoning

Sportpark De Roggewoning is de accommodatie van de country club H.C.C. Groen-Geel, hockeyclub HGC en van voetbalclub Graaf Willem II VAC in Wassenaar.
Het sportpark werd geopend op 19 oktober 1930. De naam ontleent zich aan het feit dat er op dat stuk grond voorheen rogge verbouwd werd. Door de aanleg van de Spoorlijn naar Scheveningen was het stuk land onrendabel geworden voor landbouw. Voetbalclub Graaf Willem II VAC en hockey- en countryclub Groen-Geel waren de eerste bespelers. Vanaf 1939 vestigden de voorlopers van het huidige HGC (HOC en Gazellen) zich ook op het complex. Deze clubs fuseerden in 1951.
Het complex is te bereiken via de Landscheidingsweg vanuit zuidoostelijke richting middels een speciaal aangelegde afrit. Vanuit noordelijke richting is het complex middels de A44 te bereiken en via de naastgelegen woonwijk binnendoor kan men het complex weer verlaten.

## Hockey
Op het complex bevinden zich een waterveld en een semi-waterveld van Groen-Geel (Groene- en Gele Weide), drie zandkunstgrasvelden en nóg een waterveld (HGC). Het waterveld bij HGC dateert van 10 oktober 1979. De hockeyvelden op het complex worden weiden genoemd voorafgaand door een kleur; daarnaast heeft een van de velden van Groen-Geel de naam Schapenweide vanwege de vroegere beweiding. De Groene Weide wordt aangemerkt als het hoofdveld van Groen-Geel. In het verleden werden (al dan niet op verzoek) enkele wedstrijden bij Groen-Geel nog afgewerkt op natuurgras, bij gebrek aan capaciteit op kunstgras. Sinds de opening van het nieuwe veld "Schapenweide" in 2011 behoort dit grotendeels tot het verleden. Het hoofdveld van HGC is een waterveld en beschikt over een karakteristieke tribune.

## Voetbal
Op De Roggewoning bevinden zich vier voetbalvelden en een jeugdveldje die worden bespeeld door voetbalclub Graaf Willem II VAC. Een gedeelte van de velden wordt gedeeld met de golfafdeling. Via een lang pad vanaf de parkeerplaats bereikt men het clubgebouw van de voetbalclub.

## Golf en Cricket
Het oorspronkelijke plan in 1978 was om de grasvelden in de zomer wanneer er niet wordt gehockeyd en gevoetbald te gebruiken als golfbaan. Graaf Willem II VAC en HGC toonden geen interesse. Op 1 november 1982 werd de golfclub opgericht bij Groen-Geel en sindsdien bevindt er zich op het terrein een 9-holes golfbaan plus driving range met de C-status. De in 1950 opgerichte cricketafdeling heeft samen met het Groen-Geel hockey wel het eerste gebruiksrecht op de grasvelden. In 2007 beging de golfbaan een metamorfose en door het in 2011 geopende extra kunstgrasveld wordt er nauwelijks nog gehockeyd op natuurgras zodat er vaker kan worden gegolfd.